# Zuid-Afrikaans-Engels
Het Zuid-Afrikaans-Engels is een variëteit van het Engels die hoofdzakelijk in Zuid-Afrika en de aangrenzende landen Botswana, Namibië, Zimbabwe en Lesotho wordt gesproken. Hoewel het Engels in Zuid-Afrika slechts een van de twaalf officiële talen is, is het hier samen met het Afrikaans en het Zoeloe de belangrijkste omgangstaal en voor veel Zuid-Afrikanen de lingua franca.

## Kenmerken
Het Zuid-Afrikaans-Engels wordt verder onderverdeeld in drie hoofdregisters: cultivated ('verheven, formeel') met een uitspraak die de Received Pronunciation van het Standaardengels benadert, general ('ongemarkeerd'), wat hoofdzakelijk het taalgebruik van de middenklasse is, en broad ('gemeenzaam, informeel'), wat hoofdzakelijk de spreek- of omgangstaal van de onderklasse is.